# Волиньце (Сокульський повіт)
Волиньце (пол. Wołyńce) — село в Польщі, у гміні Кузьниця Сокульського повіту Підляського воєводства.
Населення — 24 особи (2011).
У 1975-1998 роках село належало до Білостоцького воєводства.

## Демографія
Демографічна структура станом на 31 березня 2011 року:
|          | Загалом | Допрацездатний вік | Працездатний вік | Постпрацездатний вік |
| -------- | ------- | ------------------ | ---------------- | -------------------- |
| Чоловіки | 12      | 2                  | 9                | 1                    |
| Жінки    | 12      | 6                  | 2                | 4                    |
| Разом    | 24      | 8                  | 11               | 5                    |